# El pájaro loco (película)
El pájaro loco es una película estadounidense de comedia familiar de 2017 que combina imagen real y animación por computadora, producida por Mike Elliott y dirigida por Alex Zamm, está basada en el personaje de dibujos animados del mismo nombre creado por Walter Lantz y Ben Hardaway. La película está protagonizada por Eric Bauza como la voz del pájaro loco.
Esta película también está protagonizada por Timothy Omundson como Lance Walters, un abogado divorciado con un hijo y una nueva novia que quiere construir una casa de ensueño en un bosque en las montañas, solo para descubrir que está talando un árbol en el que vive un pájaro carpintero del mismo nombre. La película fue lanzada en Brasil el 5 de octubre de 2017 y fue programada para su lanzamiento mundial el 1 de abril de 2018. Fue lanzada en los EE. UU. en DVD el 6 de febrero de 2018 y recibió reseñas negativas de parte de los críticos.

## Argumento
En el bosque de Pine Grove en el estado de Washington, el Pájaro Loco juega con dos cazadores furtivos y taxidermistas, los hermanos Nate y Ottis Grimes, y finalmente hace que se tiren dardos tranquilizantes mutuamente. En Seattle, Lance Walters, un abogado de bienes raíces, es despedido después de que un video de él afirmando que la conservación de la vida silvestre no es rentable se volviera viral. Él le dice a su novia Vanessa que tiene la intención de construir una casa de inversión en una gran propiedad ubicada cerca de la frontera con Canadá, que le dejó su abuelo. Mientras tanto, la exesposa de Lance, Linda, deja a su hijo Tommy con él y Vanessa, ya que necesita visitar a su padre, quien se encuentra hospitalizado en Filadelfia.
En el bosque de Pine Grove, Lance, Tommy y Vanessa se encuentran con la guardabosques llamada Samantha Bartlett. Mientras Lance y Vanessa desempacan, Tommy entra al bosque a caminar. Allí, descubre y se hace amigo del Pájaro Loco después de darle galletas de mantequilla de maní, bautizándolo con un nuevo nombre: Woody. Luego Woody visita a la familia a la hora del almuerzo y come casi toda la comida. Lance intenta ahuyentar a Woody, pero accidentalmente destroza la mesa y golpea a Vanessa en la cara con una escoba. A la mañana siguiente, comienza la construcción de la casa de inversión, lo que provocó que un Woody agitado causara caos en el sitio. Más tarde, en un pueblo cercano, Tommy se hace amigo de una joven música llamada Jill, que lo convence de unirse a su banda en el Festival Anual de la Luciérnaga. Tommy es salvado de dos bravucones por Woody.
A medida que pasan los días, Lance se agita más debido a la constante interferencia de Woody con su proyecto, y él va a encontrarse con Samantha en la estación de guardabosques. Ella revela que el pájaro carpintero es una especie en peligro de extinción conocida como un pájaro carpintero de corona roja, que los nativos americanos vieron como un dios de la travesura y el caos. Lance continúa con su trabajo, pero Vanessa lo deja después de que Woody explota su RV con ella adentro como una broma. Samantha finalmente aconseja a Lance que se lleve bien con Woody. Lance, a regañadientes, intenta rendirse a Woody dándole galletas, pero Woody acepta dejar que él y los trabajadores continúen con su construcción, siempre y cuando le den galletas todos los días. Finalmente, la casa de inversión se completa a pesar del pago excesivo y la programación extendida.
En el Festival Anual de la Luciérnaga de la ciudad, el baterista de Tommy y Jill, Lyle, sufre indigestión, lo que lleva a Woody a hacerse cargo con una batería casera. La actuación es un éxito, y Lance se sorprende al escuchar que Woody le dio a Tommy un poco de apoyo amistoso. Al darse cuenta de que tener humanos de nuevo no es una mala idea, Woody regresa a la casa de inversión y talla un mural sobre la chimenea. Sin embargo, cuando firma su nombre en la talla, accidentalmente quema la casa después de golpear el cableado expuesto. Avergonzado de su error, vuela de regreso a su árbol. Enfurecido por esto, Lance contrata a Nate y Ottis para cazar a Woody. Los hermanos lo encuentran y lo dejan inconsciente. Cuando se van, Tommy reprende a su padre y huye. Luego forma un plan para rescatar a Woody y se dirige a la cabaña de Grimes con Jill y Lyle, mientras los hermanos intentan vender a Woody en una subasta en línea de mercado negro.
Lance encuentra el mural que Woody había creado. Con un cambio de corazón, solicita la ayuda de Samantha y se dispusieron a encontrar a Tommy y Woody. Sin embargo, todos son capturados por los hermanos. Cuando Nate toma un tranquilizante, Lance inclina su jaula hacia la de Woody para que pueda liberarlo. Después de vencer a los hermanos, Woody los persigue mientras intentan huir a Canadá. Él talla un agujero en medio de un puente, y los hermanos caen al río, donde luego son arrestados. Más tarde, Lance se disculpa con Woody por no saber que el incendio de la casa fue un accidente y, por lo tanto, reemplaza el árbol cortado de Woody por una pajarera. Woody acepta tanto el regalo como el grupo que se llamará su nueva familia, para su generosidad. Esa noche, mientras Lance y Tommy se duermen en una tienda de campaña, Woody graba las palabras "Hogar, Dulce Hogar" en su nueva casa, solo para que accidentalmente caiga sobre la tienda. Después de los créditos, la caricatura Niagara Fools es exhibida.

### Cortometraje de 1956Niagara Fools
El guardabosques de las Cataratas del Niágara se jacta de su impecable historial de hacer cumplir la prohibición relacionada con pasar las cataratas en un barril. Woody está entre la multitud y al instante decide intentarlo. El guardabosques trata sin cesar de evitar que Woody tenga éxito, pero termina en un barril recorriendo las cataratas él mismo cada vez, para el deleite de los turistas que observan, que vitorean en voz alta. Finalmente, el guardabosques se lleva su distrito con él. El resultado final hace que toda la tripulación pase por las cataratas en barriles. La tripulación intenta atrapar a Woody enviándolo por correo al Polo Norte, pero logran enviar a su superior al Polo Norte. Viaja 10,000 millas (todo el tiempo, Woody tararea el vals "Over the Waves", y el guardabosque alternativamente dice "¡Más deprisa!") para regresar a las Cataratas del Niágara. Finalmente, después de otra pelea con Woody por estar en un barril, con el resultado inevitable, Woody se une al guardabosques, disfrazado de policía, y le da una multa por bajar las cataratas en un barril.

## Producción
A principios de la década de 2010, las empresas Universal Pictures e Illumination Entertainment planearon una película del pájaro loco. John Altschuler y Dave Krinsky (Los Reyes de la colina) estuvieron en conversaciones para desarrollar un guion para la historia, pero en julio de 2013, Illumination canceló el proyecto. En octubre de 2013, Bill Kopp anunció que Universal Pictures lo había contratado para dirigir una película animada con tres historias interconectadas. El 13 de julio de 2016, Cartoon Brew informó que Universal 1440 Entertainment, estaba filmando una película híbrida de tipo acción en vivo/CGI, basada en El pájaro loco en Canadá. La filmación comenzó en junio de 2016 y finalizó más tarde en julio de ese mismo año. En diciembre de 2016, Universal Pictures Brasil filtró un tráiler de la película con el doblaje en portugués brasileño. Un avance de la versión original en inglés se estrenó en los EE. UU. el 13 de diciembre de 2017.

## Reparto
- Eric Bauza como Woody (voz), un travieso e hiperactivo pájaro carpintero de corona roja.
- Graham Verchere como Tommy Walters, el hijo de Lance y Linda.
- Timothy Omundson como Lance Walters, un abogado de Seattle que es el exesposo de Linda, padre de Tommy y novio de Vanessa.
  - El nombre de este personaje es una referencia a Walter Lantz, el creador de Woody.
- Jordana Largy como Samantha

(Sam) Barlett, la guardabosques de Pine Grove.
- Thaila Ayala como Vanessa, la novia de Lance.
  - Ayala fue elegida para agregar atractivo en Brasil y en el doblaje brasileño, Ayala se interpretó ella misma.
- Adrian Glynn McMorran como Otis Grimes, un torpe cazador furtivo que es compañero y hermano de Nate.
- Scott McNeil como Nate Grimes, un cazador furtivo que quiere capturar, disecar y vender en subasta a Woody.
- Chelsea Miller como Jill Ferguson, una joven bajista que es amiga de Lyle y se vuelve amiga de Tommy.
- Jakob Davies como Lyle, un joven baterista que es amigo de Jill y se vuelve amigo de Tommy.
- Sean Tyson como George, un constructor que dirige la construcción de la nueva casa de Lance.
- Emily Holmes como Linda Walters, la exesposa de Lance.
- Ty Consiglio como John, un bully que es compañero de Chris.
- Patrick Lubzcyk como Chris, un bully que es compañero de John.
- Karin Konoval como Barbara Krum, la recepcionista de Lance.

## Doblaje
| Personaje        | Actor original (Estados Unidos) | Actor de doblaje para Latinoamérica |
| ---------------- | ------------------------------- | ----------------------------------- |
| Woody            | Eric Bauza (voz)                | Jesús Guzmán (voz)                  |
| Tommy Walters    | Graham Verchere                 | Humberto Vélez Jr.                  |
| Lance Walters    | Timothy Omundson                | Octavio Rojas                       |
| Samantha Barlett | Jordana Largy                   | Cristina Hernández                  |
| Vanessa          | Thaila Ayala                    | Liliana Barba                       |
| Otis Grimes      | Adrian Glynn McMorran           | Germán Fabregat                     |
| Nate Grimes      | Scott McNeil                    | Jesse Conde                         |
| Jill Ferguson    | Chelsea Miller                  | Andrea Arruti                       |
| Lyle             | Jakob Davies                    | Eduardo Gutiérrez                   |
| George           | Sean Tyson                      | Ricardo Méndez                      |
| Linda Walters    | Emily Holmes                    | Erica Edwards                       |
| John             | Ty Consiglio                    | Max Durán                           |
| Chris            | Patrick Lubzcyk                 | José Luis Piedra                    |
| Barbara Krum     | Karin Konoval                   | Yolanda Vidal                       |
| Insertos         | N/A                             | ¿?                                  |

## Recepción

### Taquilla
A partir del 21 de enero de 2018, El pájaro loco recaudó $ 8.3 millones. Debutó con una recaudación de $1.5 millones, terminando segundo en la taquilla brasileña detrás de Blade Runner 2049. La película aumentó en un 45.4% en su segundo fin de semana, pasando al primer lugar con $2.1 millones.

## Secuela
En 2024 se estrenó una secuela en la plataforma de Netflix titulada Woody Woodpecker Goes to Camp.